# BR-030
De BR-030 is een federale snelweg in Brazilië. De snelweg is een radiale weg en verbindt de hoofdstad Brasilia met Ubaitaba in de deelstaat Bahia in het oosten van het land. De weg loopt na Ubaitaba door tot aan de kust.

## Lengte en deelstaten
De snelweg is in totaal 1558 kilometer lang en loopt door het Federaal District en drie deelstaten:
- Goiás
- Minas Gerais
- Bahia

## Steden
Langs de route liggen de volgende steden:
- Brasilia
- Formosa
- Montalvânia
- Juvenília
- Carinhanha
- Palmas de Monte Alto
- Guanambi
- Caetité
- Brumado
- Caetanos
- Bom Jesus da Serra
- Boa Nova
- Ubaitaba